# Mitsubishi Toppo
Mitsubishi Toppo — кей-кар, выпускавшийся японской компанией Mitsubishi Motors с 1990 по 2004 и с 2008 по 2013 год. Базовой моделью стал Mitsubishi Minica. Название Toppo представляет собой сочетание слов крыша (англ. top) и долговязый (яп. noppo).

## Первое поколение
Toppo впервые был представлен в феврале 1990 года на базе Mitsubishi Minica. Автомобиль получил название Mitsubishi Minica Toppo.
В январе 1992 года Toppo прошёл рестайлинг. Автомобиль приводился в движение двигателем 3G83 объёмом 657 см3, мощностью 29—47 кВт (40—64 л. с.) при 6000—7500 об/мин.
Кей-кары получили индексы H22A/H27A, а фургоны — H22V/H27V. H22 обозначает передний привод, а H27 — полный привод.

### Галерея
- 1990 Mitsubishi Minica Toppo
- 1992—1993 Minica Toppo
- Вид спереди

## Второе поколение
Второе поколение Mitsubishi Toppo выпускалось с 1993 по 1998 год. Представляет собой ретростилизованный вариант предыдущего поколения, получивший название Mitsubishi Minica Toppo Town Bee.

### Галерея
- Mitsubishi Minica Toppo Town Bee
- Mitsubishi Minica Toppo Town Bee
- Mitsubishi Minica Toppo
- Mitsubishi Minica Toppo

## Третье поколение
Третье поколение Mitsubishi Toppo выпускалось с 1998 по 2004 год. По сравнению с предыдущими поколениями, автомобиль имеет увеличенные бамперы, крылья и 1,1-литровый двигатель. Версия Toppo BJ Wide выпускалась с января 1999 по март 2001 года.

### Галерея
- 1999 Mitsubishi Toppo BJ
- 1999 Mitsubishi Toppo BJ
- 2001 Mitsubishi Toppo BJ Wide
- Mitsubishi Toppo BJ Wide
- 2001 Mitsubishi Toppo BJ Guppy
- Mitsubishi Toppo H41A
- Mitsubishi Toppo H41A R

## Четвёртое поколение
Последнее поколение Mitsubishi Toppo выпускалось с 2008 по 2013 год.

### Галерея
- Вид спереди
- Вид сзади